# Under Byen
Under Byen — датская группа, которую в 1995 году образовали Катрине Стокхольм и Хенриетта Сенненвальдт.
Under Byen известны своим необычным подходом к року. Они редко используют гитары. В их инструментальной палитре преобладающее значение занимают фортепиано, виолончель, скрипка, электрически искаженная пила, орган, барабаны и перкуссия. Эдакая нестандартная интерпретация рок- и поп-наследия с иногда существенными заимствованиями из фолка, джаза и классики. Важной составляющей музыки Under Byen является поэтическая датская лирика и завораживающий голос Хенриетты Сенненвальдт, который часто сравнивают с Бьорк.
В 1999 году вышел дебютный альбом Kyst, тепло встреченный музыкальными критиками, которые одобрили группу за создание собственного стиля и звучания. Второй альбом Det er mig der holder træerne sammen (2002) был также высоко оценен и привлек ещё большее количество поклонников, как в Дании, так и за её пределами. В 2004 году этот альбом был переиздан за рубежом.
В 2006 году группа выпустила альбом Samme stof som stof, который встретил восторженные отзывы.

## Состав
- Хенриетта Сенненвальдт (Henriette Sennenvaldt) — вокал, тексты песен
- Расмус Кьер Ларсен (Rasmus Kjær Larsen) — фортепиано
- Нильс Грёндаль (Nils Gröndahl) — скрипка, пила, педальная слайд-гитара
- Мортен Ларсен (Morten Larsen) — барабаны
- Сара Саксильд (Sara Saxild) — бас
- Андерс Стокхольм (Anders Stochholm) — перкуссия, аккордеон, губная гармошка, гитара
- Стине Сёренсен (Stine Sørensen) — барабаны, перкуссия
- Мортен Свенструп (Morten Svenstrup) — виолончель

### Бывшие участники группы
- Катрине Стокхольм (Katrine Stochholm) — композитор, мелодика, бэк-вокал, фортепиано
- Мюрта Вольф (Myrtha Wolf) — виолончель
- Торбьёрн Крогсхеде (Thorbjørn Krogshede) — композитор, фортепиано, бас-кларнет

## Дискография

### Альбомы
- Kyst, 1999
- Remix, 2001
- Det er mig der holder træerne sammen, 2002
- 2 ryk og en aflevering, soundtrack album, 2003
- Samme stof som stof, 2006
- Alt Er Tabt, 2010

### Миньоны
- Puma, 1997
- Live at Haldern Pop, 2004
- Siamesisk, 2008

### Синглы
- «Veninde i vinden», 1998